# Prionota (Prionota) flaviceps
Prionota (Prionota) flaviceps is een tweevleugelige uit de familie langpootmuggen (Tipulidae). De soort komt voor in het Oriëntaals gebied.